# وانت پادرا
وانت پادرا  محصول خودروسازی زامیاد است که در واقع خودرو فودی لیون F16 است که بروی شاسی نیسان وانت می‌باشد. تولید این خودرو از سال ۱۳۹۶ شروع و هم‌اکنون متوقف شده است و وانت پادرا پلاس که مدل تغییر شکل یافته آن هست، جایگزینش گردیده است. شرکت زامیاد اعلام نموده که وانت پادرا پلاس در نمونه‌های دوگانه سوز و دیزلی و دو‌کابین هم به تولید انبوه خواهد رسید. پیش از این قرار بود تا  نسل اولیه این خودرو با قطع کامل خط تولید وانت نیسان، جایگزین آن گردد که این طرح با شکست مواجه گردید و زامیاد با تغییراتی بر روی طرح وانت پادرا اقدام به تولید وانت پادرا پلاس نمود.

## نام
پادرا (pādrā) نامی با ریشه‌ی فارسی به معنای سرزمین با شکوه است . "پاد" به معنای پادشاهی و سرزمین‌ و‌ "را" در اوستایی به معنای روشنایی ، آتش و شکوه است .
پاد + را = پادرا

## وانت پادرا پلاس
در واقع یک نمونه ارتقا یافته وانت پادرا است که تا حدی در بحث امکانات و ظاهر نسبت به گذشته بهبود پیدا کرده است. وانت پادرا پلاس به پیشرانه ۲٫۴ لیتری Z24 مجهز است که ۹۵ اسب بخار را با گشتاور ۱۷۵ نیوتن متر تولید می کند. این توان از طریق جعبه دنده ۱+۵ سرعته به چرخ های عقب این وانت انتقال داده می شود. در بحث قوای محرکه این خودرو تفاوت محسوسی با سایر پیکاپ های قدیمی زامیاد ندارد. با این حال استاندارد آلایندگی یورو ۵ نیز برای این پیشرانه در نظر گرفته شده و امکاناتی نظیر ترمزهای ضد قفل و EBD در آن مشاهده می شود. فرمان هیدرولیک، تهویه مطبوع، شیشه ها و آینه های برقی، مه شکن جلو و عقب و… از جمله ویژگی های این پیکاپ فیس لیفت است.
این خودرو برای اولین بار در نمایشگاه خودروی تهران ۱۳۹۷ معرفی شد.

### طراحی خودرو
شرکت زامیاد برای طراحی این وانت از یک شرکت نه چندان مطرح چینی کمک گرفته و پادرا پلاس حاصل ترکیب «فودی لیون F16» با وانت نیسان زامیاد است. طراحی ظاهری خودرو مخصوصا در بخش جلو به طور کامل برگرفته از خودرو چینی می باشد و در واقع مهندسین شرکت سایپا تنها توانسته‌اند بخش جلویی Lion را در وانت نیسان کپی کنند که شاید نسبت به طرح وانت نیسان بروزتر به نظر برسد. در بخش پشتی پادرا همه‌چیز کاملاً دست نخورده باقی‌مانده و تمامی قطعات کاملاً مشابه وانت نیسان است. طراحی کابین این خودرو نیز به‌طور کامل از فودی Lion به عاریه گرفته شده است که در مقایسه با نیسان وانت بسیار مدرن‌تر به نظر می‌رسد. از جمله امکانات رفاهی و ایمنی پادرا می‌توان به سامانه ضد سرقت، آینه‌های جانبی برقی، شیشه بالابر برقی و سیستم پخش مجهز به ۲ بلندگو اشاره کرد.

### مشخصات فنی وانت پادرا پلاس[۷]
| مشخصات وانت پادرا پلاس | مشخصات وانت پادرا پلاس | مشخصات وانت پادرا پلاس |
| مدل                    | بنزینی | دوگانه سوز |
| ---------------------- | --- | --- |
| نوع موتور              | M24 انژکتوری با سیستم تزریق سوخت به روش چند نقطه‌ای(MPFI) | M24 انژکتوری با سیستم تزریق سوخت به روش چند نقطه‌ای(MPFI) |
| مصرف سوخت ترکیبی       | ۱۰/۹ لیتر در ۱۰۰ کیلومتر | بنزین: ۹/۸۹ لیتر در ۱۰۰ کیلومتر، گاز: ۱۲/۶ متر مکعب در ۱۰۰ کیلومتر |
| تعداد سیلندر و چیدمان  | ۴ سیلندر خطی | ۴ سیلندر خطی |
| نوع سوخت               | بنزین یورو ۵ | بنزین یورو ۵، گاز طبیعی فشرده(CNG) |
| حداکثر سرعت مجاز       | ۹۰ کیلومتر بر ساعت | ۹۰ کیلومتر بر ساعت |
| حداکثر قدرت            | ۹۴ اسب بخار در ۴۵۰۰ دور در دقیقه | بنزین: ۹۴ اسب بخار در ۴۵۰۰ دور در دقیقه، گاز: ۸۰ اسب بخار در ۴۵۰۰ دور در دقیقه |
| حداکثر گشتاور          | ۱۸۷ نیوتن متر در ۲۵۰۰ دور در دقیقه | بنزین: ۱۸۷ نیوتن متر در ۲۵۰۰ دور در دقیقه، گاز: ۱۶۰ نیوتن متر در ۲۵۰۰ دور در دقیقه |
| حجم موتور              | ۲۳۸۹ سی‌سی | ۲۳۸۹ سی‌سی |
| نسبت تراکم             | ۸.۳:۱ | ۸.۳:۱ |
| استاندارد آلایندگی     | یورو ۵ + EOBD | یورو ۵ + EOBD |
| مدل گیربکس             | CH S5-220/PA با کنترل دستی | CH S5-220/PA با کنترل دستی |
| تعداد دنده سیستم       | ۵+۱ | ۵+۱ |
| نوع سیستم کلاچ         | تک صفحه‌ای خشک با عملکر هیدرولیکی | تک صفحه‌ای خشک با عملکر هیدرولیکی |
| ترمز اکسل عقب          | کاسه ای (درام) | کاسه ای (درام) |
| ترمز اکسل جلو          | دیسکی | دیسکی |
| ترمز دستی              | مکانیکی بر روی گاردان | مکانیکی بر روی گاردان |
| امکانات سیستم ترمز     | ABS+EBD (چهار کاناله) | ABS+EBD (چهار کاناله) |
| فاصله بین محوری        | ۳۰۳۰ میلی‌متر | ۳۰۳۰ میلی‌متر |
| طول خودرو              | ۵۲۰۰ میلی‌متر | ۵۲۰۰ میلی‌متر |
| عرض خودرو              | ۱۷۳۰ میلی‌متر | ۱۷۳۰ میلی‌متر |
| ارتفاع خودرو           | ۱۷۴۰ میلی‌متر | ۱۷۴۰ میلی‌متر |
| طول اتاق بار           | ۲۳۰۰ میلی‌متر | ۲۳۰۰ میلی‌متر |
| عرض اتاق بار           | ۱۶۰۰ میلی‌متر | ۱۶۰۰ میلی‌متر |
| ارتفاع اتاق بار        | ۴۰۰ میلی‌متر | ۴۰۰ میلی‌متر |
| حداقل فاصله از زمین    | ۲۱۰ میلی‌متر | ۲۱۰ میلی‌متر |
| وزن ناخالص (G.V.W)     | ۳۸۰۰ کیلوگرم | ۳۸۰۰ کیلوگرم |
| وزن خالص               | ۱۹۴۰ کیلوگرم | ۱۸۰۰ کیلوگرم |
| وزن در حال حرکت        | ۱۷۱۰ کیلوگرم | ۱۸۵۰ کیلوگرم |
| ظرفیت نفرات (صندلی)    | ۱+۱ | ۱+۱ |
| نوع سیستم فرمان        | فرمان هیدرولیکی/جعبه فرمان مهره مارپیچ هیدرولیکی | فرمان هیدرولیکی/جعبه فرمان مهره مارپیچ هیدرولیکی |
| قطر غربیلک فرمان       | ۳۸۰ میلی‌متر | ۳۸۰ میلی‌متر |
| سیستم تعلیق جلو        | مستقل/جناغی دوبل/تورشن بار | مستقل/جناغی دوبل/تورشن بار |
| سیستم تعلیق عقب        | فنر تخت/اکسل صلب | فنر تخت/اکسل صلب |
| نوع کمک فنر            | هیدرولیکی-تلسکوپی | هیدرولیکی-تلسکوپی |
| سایز تایر جلو          | ۷.۰۰-۱۶ | ۷.۰۰-۱۶ بایاس & ۷.۰۰R۱۶ رادیال |
| سایز تایر عقب          | ۷.۵۰-۱۶ | ۷.۵۰-۱۶ بایاس & ۷.۵۰R۱۶ رادیال |
| نوع تایر و رینگ        | تایر بایاس & رینگ فولادی ۵.۵F×۱۶ | تایر بایاس & رینگ فولادی ۵.۵F×۱۶، تایر رادیال & رینگ فولادی ۵.۵J×۱۶ |
| باتری                  | 12V-70Ah | 12V-70Ah |
| آلترناتور              | 14V-65/90A | 14V-65/90A |
| استارتر                | 12V-1.1Kw | 12V-1.1Kw |
| ظرفیت باک              | ۵۵ لیتر | بنزین: ۴۰ لیتر، گاز: ۱۱۳ تا ۱۲۰ لیتر |
| حداکثر شیب روی         | | ۳۰ درصد |
| تجهیزات                | سیستم تهویه مطبوع - چراغ مه شکن جلو و عقب - تنظیم برقی آیینه های جانبی - چراغ راهنما بر روی آیینه های جانبی - شیشه بالابر برقی - فرمان هیدرولیک - ریموت و قفل مرکزی - ایموبلایزر - صندلی راننده با قابلیت تنظیم در چهار جهت - تنظیم برقی ارتفاع نور چراغ جلو - سیستم صوتی بلوتوث و USB | سیستم تهویه مطبوع - چراغ مه شکن جلو و عقب - تنظیم برقی آیینه های جانبی - چراغ راهنما بر روی آیینه های جانبی - شیشه بالابر برقی - فرمان هیدرولیک - ریموت و قفل مرکزی - ایموبلایزر - صندلی راننده با قابلیت تنظیم در چهار جهت - تنظیم برقی ارتفاع نور چراغ جلو - سیستم صوتی بلوتوث و USB - لاینر اتاق بار |

## کارون
‌   زامیاد کارون در اصل نمونه‌ی دو کابین زامیاد پادرا است . طراحی این خودرو مشابه پادرا پلاس است ؛ با این تفاوت که فضای بار به کل تغییر پیدا کرده و مشابه فودی لیون است . این خودرو در دو نسخه‌‌ی استاندارد و آفرود به بازار عرضه شد .

## پیوندهای مرتبط
- وانت
- نیسان وانت
- آریسان
- خودروسازی زامیاد
- سایپا
- نیسان پاترول